# Dvě vdovy
Dvě vdovy je komická opera o dvou dějstvích Bedřicha Smetany na libreto Emanuela Františka Züngela. Libreto je inspirováno jednoaktovou francouzskou komedií Les deux veuves Féliciena Mallefilla. Smetana operu napsal mezi červnem 1873 a lednem 1874, premiéru měla 27. března 1874 v Prozatímním divadle. Operu dirigoval sám Bedřich Smetana, ale premiéra neměla úspěch a autor ji v roce 1874 přepsal. Změnil některé dialogy, hudbu i charaktery. Druhá premiéra byla 20. října 1874 a měla mnohem větší úspěch.

## Osoby a první obsazení
| osoba               | hlasový obor | premiéra I. verze (27.3.1874) | premiéra definitivní verze (17.3.1878) |
| ------------------- | ------------ | ----------------------------- | -------------------------------------- |
| Karolina, vdova     | soprán       | Ema Maislerová                | Terezie Boschettiová                   |
| Anežka, vdova       | soprán       | Marie Sittová                 | Marie Sittová                          |
| Lidka, selské děvče | soprán       | –                             | Marie Laušmanová                       |
| Ladislav Podhájský  | tenor        | Antonín Vávra                 | Antonín Vávra                          |
| Mumlal, hajný       | bas          | Karel Čech                    | Karel Čech                             |
| Toník, selský hoch  | tenor        | –                             | Jan Šára                               |
| Venkovská mládež    |              |                               |                                        |
| Dirigent:           | Dirigent:    | Bedřich Smetana               | Adolf Čech                             |
| Režie:              | Režie:       | Edmund Chvalovský             | Edmund Chvalovský                      |

## Inscenační historie

### V českých zemích
Dvě vdovy jsou mezi Smetanovými operami průměrně hranou operou, i to jim však zaručuje dosti významné postavení v českém repertoáru. Přemysl Pražák napočítal 768 představení do konce sezóny 1947/48; databáze Divadelního ústavu eviduje 40 profesionálních a čtyři školní inscenace po roce 1945.
V Prozatímním a pak i v Národním divadle po slibném rozběhu obou verzí opery za Smetanova života i v prvním desetiletí po jeho smrti skomíralo. Chyba byla hledána především v libretu a pro inscenaci roku 1893 operu proto zcela přepracoval – přes odpor původního libretisty E. Züngela – Václav Juda Novotný. Ve své úpravě hluboce zasáhl do struktury díla: recitativy nahradil opět mluvenými dialogy a především z obou dosavadních dějství vyloučil hudební čísla s „venkovským“ charakterem, nesourodá se salonním prostředím děje, a vytvořil z nich nové prostřední dějství znázorňující obžínkovou slavnost. Přitom v různých detailech doplnil a pozměnil zápletku. Tato úprava se pak hrála do roku 1902, za šéfdirigenství Karla Kovařovice se v zásadě navrátil původní hudební tvar, ale některé Novotného dramaturgické i slovní zásahy byly ponechány. Teprve dirigent Otakar Ostrčil obnovil původní znění Smetanovy druhé verze Dvou vdov.
Mimo Prahu je poprvé uvedla roku 1884 v Plzni a pak na dalších místech společnost Pavla Švandy ze Semčic. Roku 1887 byly poprvé uvedeny v Národním divadle v Brně. Slovenské národní divadlo v Bratislavě je uvedlo poprvé roku 1920 a česká divadla v Moravské Ostravě a Olomouci o rok později.
Po druhé světové válce operu v českých zemích uvedla všechna česká operní divadla: pražské Národní divadlo (1946, 1953, 1968, 1971, 1981, 1996, 2012), divadla v Plzni (1949, 1957, 1972, 1982, 1989, 2008), Brně (1946, 1950, 1955, 1986), Ostravě (1945, 1948, 1958, 1973, 1983, 2002), Olomouci (1973, 1999), Opavě (1948, 1954, 1966, 1980, 2001), Liberci (1946, 1949, 1964, 1974, 1984), Ústí nad Labem (1949, 1953, 1979, 1990), Českých Budějovicích (1963).
Dvě vdovy však neuváděla jen českojazyčná divadla, ale v meziválečné době též československá německojazyčná divadla. Ve smetanovském jubilejním roce 1934 ji například uvedlo pražské Nové německé divadlo. Díky poměrně malé inscenační náročnosti byly Dvě vdovy vedle toho hrány často poloprofesionálně nebo amatérsky (a to i například ve washingtonské Sokol Opera Group) anebo jako studijní představení (tak ji hrála pražská HAMU v letech 1959 a 1968 a brněnská Janáčkova akademie múzických umění v letech 1962, 1974 a 2023). K posledním nastudováním patří inscenace libereckého Divadla F. X. Šaldy v režii J. A. Pitínského z roku 2017 a ostravského Národního divadla moravskoslezského z roku 2022.

### Mimo české země
Dvě vdovy byly po Prodané nevěstě jediná Smetanova opera, která se ještě za jeho života hrála v cizině, a první, kterou vstoupil na německá jeviště. Iniciativu k uvedení v městském divadle v Hamburku vyvinul Smetanův nadšený zastánce Jan Ludevít Procházka, který tam od roku 1879 působil po boku své manželky, operní pěvkyně. V Hamburku tehdy bylo úspěšně provedeno Smetanovo Trio g moll a ředitel divadla Bernhard Pollini se na Procházkovu radu rozhodl uvést Dvě vdovy, považované za skladatelovo „nejsvětovější“ dílo. Po delším jednání, jehož součástí bylo i postoupení publikačních práv, měla opera premiéru 28. prosince 1881. Přes značný úspěch se konala celkem jen čtyři představení a Smetana, který se premiéry neúčastnil, se navíc až dodatečně dozvěděl o značných úpravách, které byly pro hamburskou inscenaci provedeny: opera byla rozdělena do tří jednání, změněn byl sled některých čísel a především byl celý děj přenesen do Francie v době rokoka. Když se pak jednalo o publikaci klavírního výtahu ve firmě Bote et Bock, silně rozhořčený Smetana odmítal takové změny a jiné požadované přepracování, které „nejen by degradovalo ušlechtilou hudbu na frašku à la Offenbach, ale i celou intenci, celou moji snahu, celou cenu opery by převrátilo, by zničilo!“ Procházka se poté snažil uvést Dvě vdovy i ve svém dalším působišti, Drážďanech, a Smetana pro tuto verzi zkomponoval nově tercet do 1. jednání a alternativní, pěvecky efektnější závěr Anežčiny árie ve 2. jednání, pohoršeně však odmítl zkomponovat nový kuplet pro Toníka, který považoval za frivolní. Ke drážďanské inscenaci nedošlo, avšak publikace klavírního výtahu s těmito hudebními úpravami a se značně volným německým textem, ke které došlo ostatně až roku 1893, zajistila Dvěma vdovám určité místo na německých scénách, naposledy ve Stendalu roku 1954.
Věrný německý překlad pořídil až smetanovský badatel a propagátor Kurt Honolka pro souběžnou inscenaci v Kasselu a Schwerinu roku 1958. V této podobě bývají Dvě vdovy ojediněle uváděny v německy mluvících zemích (Brandenburg 1964). V roce 2009 se hrály v Theater am Stadtgarten ve Winterthuru (inscenace plzeňského divadla).
V anglicky mluvících zemích byly Dvě vdovy uvedeny poprvé v New Yorku (23. října 1949). Ve Spojeném království je poprvé uvedla Guildhal School of Music 17. června 1963, dále English National Opera v Londýně (1992) a Scottish Opera v Edinburghu (2008). Roku 1978 je uvedl operní festival v irském Wexfordu.
Francouzskou premiéru uvedla divadla v Nantes a Angers na podzim roku 2012.
Na Slovensku byly Dvě vdovy také hrány, avšak mnohem méně než například Hubička. Profesionální inscenace uvedlo pouze Slovenské národní divadlo (1920, 1924, 1929, 1943, 1964), vedle toho je v roce 1957 uvedla scéna Vysoké školy múzických umění v Bratislavě 

### Interpreti
Stejně jako u jiných hojně hraných Smetanových oper se ve Dvou vdovách vystřídala většina významných českých operních pěvců. Obě titulní role, totiž Karolína a Anežka, mají navíc podobný rozsah a řada pěvkyň ztvárnila v průběhu své kariéry obě: to platí již o Marii Sittové, první představitelce Karolíny v první verzi a Anežky v druhé verzi opery. Temperamentnější Karolínu pak ztvárnily například Irma Reichová, Hana Cavallarová, Kamila Ungrová, Jarmila Novotná, Maria Tauberová, Jana Jonášová, Naďa Šormová, Zdena Kloubová, Jitka Soběhartová. Lyričtější Anežku pak Berta Foersterová, Marie Šlechtová, Ada Nordenová, Marie Podvalová, Drahomíra Tikalová, Eva Děpoltová. Ladislav patří k rolím českého lyrického tenoru a mezi jeho představiteli lze vedle Antonína Vávry nalézt Otakara Mařáka, Miloslava Jeníka, Vladimíra Tomše, Beno Blachuta, Jaroslava Gleicha, Ivo Žídka nebo Miroslava Švejdu. Role Mumlala téměř automaticky připadá představitelům Kecala z Prodané nevěsty, jako byli Vilém Heš, Emil Pollert, Luděk Mandaus, Eduard Haken, Dalibor Jedlička či Karel Berman.

## Děj opery

### 1. dějství
(Veranda zahradního pavilonu u zámku v Zákolanech) Venkovská mládež přichází zvát paní statku Karolínu, mladou vdovu po soudním prezidentovi, na dožínky (sbor Jitro krásné, nebe jasné… To jsou dobrý, zlatý časy). Karolina jim za pozdrav děkuje a pozvání přijímá. Poté se zdraví se svou sestřenicí Anežkou, také vdovou, která u ní dlí. Anežka, ač ovdověla již mnohem dříve než Karolína, stále nosí smutek a straní se společnosti. Karolína si ji dobírá – ona sama si vdovské samostatnosti užívá, věnuje se hospodářství i politice (árie Samostatně vládnu já všemi statky svými). Ale neláká-li Anežku takový činorodý život, měla by se znovu vdát, dokud je čas.
Vstoupí Karolínin hajný Mumlal. Je nevrlý a stěžuje si: za nebožtíka prezidenta honil pytláky, ale Karolína mu poručila, aby k nim byl shovívavý. Jenže jaká je to pak služba! Dnes se mu po revíru potuluje jakýsi mladý pytlák a dovoluje si mu střílet přímo pod nosem, i když nikdy nic netrefí – jako by se chtěl schválně nechat chytit. Anežku ta zpráva zneklidní, a když to Karolína zpozoruje, začne se o zvláštního pytláka zajímat (tercet Naše dobá milostpaní… Smělec ten, jenž od božího rána). Vyptává se na něj Mumlala a nakonec hajného pošle, aby ho zatkl. Anežka se prořekne a Karolíně je jasné, že mladíka zná a že jí není lhostejný. Popichuje Anežku a chystá svou hru.
Pytlák mezitím vnikl až do zahrady a narazí na Mumlala. I když se ho hajný snaží zadržet a pytlák si přeje být zadržen, oba nevědí, jak na to, a jejich rozhovor hrubě vázne. Teprve když pytlák začne po Mumlalovi pokřikovat nadávky, hajný se rozzlobí a chopí se ho. Hrozí mladíkovi, že ho předvede před svou paní – a mladý muž si ani nic jiného nepřeje (duet Dlouho-li zde budu bloudit… Konečně dal se přec k tomu přivésti).
Mumlal podává Karolíně zprávu o zatčení (jehož skutečný průběh poněkud vyšperkovává) a Karolína hodlá ihned uspořádat nad provinilcem soud. Ona bude soudkyní. Mumlal žalobcem, ale Anežka, které určila roli obhájkyně, se žertu účastnit nechce. Teprve Karolíniny škádlivé výhrůžky o tom, jak si bude její útěk vykládat, Anežku přimějí, aby zůstala. Mumlal předvede pytláka. I když se ani on, ani Anežka přímo neprozradí, Karolíně je při pohledu na ně jasné, že se milují (kvartet Ó, jakou tíseň mé srdce cítí).
Mladík prosí dámy o odpuštění. Karolína se jej táže, zda je pravda, že střílí po zvěři a nic netrefí – a proč tedy vůbec tak usilovně „stíhá to, co mu prchá“. Pytlák v baladě vypráví o sobě jako o lovci, který se zamiloval do rusalky-laně a stále ji hledá (árie Aj, vizte lovce tam). Karolína z toho vyvozuje, že hříšník nelituje svého zločinu, a zahajuje soud. Výslechem zjišťuje totožnost obžalovaného: je to statkář Ladislav Podhájský. Karolína mu nařizuje odevzdat do rukou Anežky pokutu ve prospěch místních chudých, což Ladislav učiní a přitom podstrčí Anežce dopis. Anežka ho nechce přijmout, ale když se Karolína nabízí, že tedy pokutu převezme sama, raději si ho ponechá (tercet Malá ty šelmičko). Mezitím sestavil Mumlal popis obžalovaného, který Karolínu, Anežku i Ladislava velmi pobaví (tercet Vzrůst prostřední). Nato Karolína vynáší rozsudek: obžalovaný Ladislav Podhájský se odsuzuje k trestu vězení v délce poloviny dne, který si musí odsedět v pokoji nebožtíka Anežčina muže (recitativ Jménem Jeho Veličenstva krále). Mumlal nechápe a je pohoršen (kvartet Malá ty šelmičko).
Mumlal odvádí Ladislava do domu. Na zpáteční cestě ho obestoupí hoši a děvčata, kteří se po něm snaží vyzvědět, koho to chytl. Mumlal je nerudně odbývá (sbor Mumlale, hle, tu nás máte). Toník a Lidunka se vyptávají, zda sem cizince nepřivedla láska, a když se Mumlal vyjádří o lásce opovržlivě, kárají ho za to (duet Nehanobte božský cit). Všichni spojí hlasy k oslavě lásky (sbor Láska božský věru dar).

### 2. dějství
(Velká síň s verandou) Za dveřmi pokoje si Ladislav zpívá píseň (Když zavítá máj, lásky čas). V síni mu naslouchá Anežka, ale když ji tu zastihne Karolína, vyčítá jí, že nechává v domě svobodného muže – co si o tom lidé pomyslí. Karolína tyto obavy odmítá, předstírá však jiný strach: co když je Ladislav násilník a lupič? Povolává proto Mumlala, aby jí podal o vězni hlášení. Mumlal vypráví, že si Ladislav nechal přivést vlastního sluhu a nyní se strojí, češe a vůbec upravuje. Karolína z toho usuzuje, že je Ladislav zamilován do jedné z nich, a nabízí ho Anežce – nejprve jemně, pak s ultimátem. Ale pohoršená Anežka odmítá a Karolína z toho vyvozuje důsledek: v tom případě si Ladislava vezme ona (duet Rozhodnuto, uzavřeno). Anežka se sarkasticky diví: copak Karolína ještě před chvílí nevychvalovala svobodný vdovský život (parodická verze árie Samostatně vládnu já). Ale Karolína trvá na svém, ať ji Anežka přesvědčuje nebo varuje, jak chce (repríza duetu Rozhodnuto, uzavřeno).
Anežka o samotě otevírá Ladislavův dopis; nejprve jej chce spálit, ale když vidí, že obsahuje báseň, uschová ho do záňadří. Ladislav vstoupí a zabrání jí v odchodu. Anežka se mu snaží vymanit, ale když se Ladislav chystá zcela odejít sám, zakazuje mu to. Přitom ji její uměřenost stojí nemalé přemáhání (duet Ach, jak krutě souží strojený vzdor ten). Ladislav se jí ptá po osudu svého listu. Anežka předstírá, že ho spálila bez přečtení – ale dovoluje Ladislavovi, aby jí přednesl jeho obsah (duet Srdcem vaším hnouti a Ladislavův melodram Milostivá paní!). Vysvětluje, jak se do Anežky ještě za života jejího manžela zamiloval, avšak doufal, že po ovdovění k němu Anežka nalezne cestu; místo toho před ním stále prchá. Anežka Ladislava stále odmítá s odvoláním na nebožtíka manžela a dává mu sbohem.
Než Ladislav stačí odejít, zatarasí mu cestu Karolína vystrojená k vesnickému plesu. Nevšímá si jízlivých poznámek náhle žárlivé Anežky, zmocňuje se Ladislava a odvádí ho s sebou; nechce-li Anežka s nimi, ať zůstane doma a pokračuje v truchlení (tercet Tobě, vdovo truchlivá).
Anežka osamí. Kontrast mezi radostí, která vládne kolem, a její samotou ji žene k zoufalství. Přitom celé její nitro hoří láskou a ona by se téměř rozběhla za ostatními, kdyby se z ohledů na zesnulého manžela vší silou nezdržovala (recitativ, arioso a árie Odcházejí spolu k radosti! … Ty, jenž dřímáš v poklidném tam hrobě… Aj, jaký to krásný den). Vyruší ji rozdurděný Mumlal, který chválí Anežčinu zdrženlivost a počestnost, zatímco jeho paní Karolína se přes svůj vdovský stav veselí, ba při zákolanském tanci se líbala s Ladislavem – bezpochyby bude do měsíce svatba. To Anežku raní a zdráhá se přijmout Mumlalův požadavek, aby vdova zůstala věrna nebožtíku až do smrti. On by si to rozhodně na své ženě vymohl svým pověstným „mumláním“ (píseň Nechť cokoli mne zlobí v světě). Anežka začíná o svém rozhodnutí pochybovat a poslední kapkou je, když ji Mumlal chválí za to, že nosí vdovské šaty, přestože jí vůbec nesluší. Rozrušeně laje Mumlalovi a odbíhá. Hajný překvapeně konstatuje, že ženy jsou přece jen všechny stejné.
Do místnosti vtancují Toník a Lidka. K tanci „zákolanský“ patří hubička na třetí dobu a Toník se jí dožaduje. Lidka se upejpá, a když konečně svolí a nastaví ústa, vstoupí mezi ně Mumlal a dostane od milenců hubičku z obou stran. Toník a Lidka se mu za to i za jeho pohoršená slova o líbání, za nimiž je cítit závist, žertem pomstí a odběhnou zpět k muzice (tercet Co to, holka, co to…. Běda, chutná to jak pelyněk sám).
Karolína přivádí Ladislava. Konverzuje s ním o jeho životě, povolání a podobně, ale když Ladislav chce ještě ten večer odejet, začne naléhat na skutečný důvod jeho přítomnosti. Ladislav je nucen se přiznat, že jej sem přivedla horoucí láska. Karolína na oko chápe jeho slova jako vyznání sobě, a když jí Ladislav toto nedorozumění zmateně vyvrací, předstírá hněv a pohoršení. Ladislav ji odprošuje na kolenou a v této póze je naleznou Anežka s Mumlalem. Anežka v tom vidí potvrzení svých obav a zoufá si, Ladislav je zahanben trapnou situací, Mumlal lomí ruce nad úpadkem mravů a jen Karolína je nad věcí a ironicky komentuje fakt, že Anežka zaměnila svůj vdovský úbor za plesové šaty (kvartet Jaké to, ach, překvapení). Na Ladislava je toho příliš a ve zmatku prchá, následován Mumlalem.
Karolína si Anežku podává. Tolikrát zapírala, že Ladislava miluje, a teď, když hrozí, že ho dostane jiná, se dává do boje? Anežka ji prosí o odpuštění. Vysvětluje, že se do Ladislava zamilovala ještě za života svého manžela, a proto se snažila hřích odčinit tím, že se Ladislavovi i po manželově smrti vyhýbala, ale svou lásku potlačit nedokázala. Karolína jí vítězoslavně prozrazuje, že komedii s Ladislavem jen hrála, aby Anežku donutila ke změně náhledu, a přivádí jí Ladislava – který poslední část rozhovoru vyslechl – jako svého nového bratrance. Anežka a Ladislav si tedy konečně spočinou v náručí, čímž jen utvrdí Mumlala v názoru, že všechny vdovy jsou nestvůry… Zato mládež přichází blahopřát své paní i snoubencům a zakončuje svou obžínkovou slavnost veselou polkou (sbor Musí vás mít Pán Bůh rád').

## Nahrávky
- 1948 (rozhlasová nahrávka, rekonstruována 1997, CD vydáno 2007, Společnost Bena Blachuta 003-07-02) Zpívají: (Karolina) Maria Tauberová, (Anežka) Marie Podvalová, (Ladislav) Beno Blachut, (Mumlal) Eduard Haken, (Toník) Oldřich Kovář, (Lidunka) Miloslava Fidlerová. Pěvecký sbor a symfonický orchestr Československého rozhlasu řídí Karel Ančerl [22]
- 1956 (Supraphon. pův. LP (1957) DV 5279-81, CD vydáno 2007, SU 3926-2) Zpívají: (Karolina) Maria Tauberová, (Anežka) Drahomíra Tikalová, (Ladislav) Ivo Žídek, (Mumlal) Eduard Haken, (Toník) Antonín Zlesák, (Lidunka) Miloslava Fidlerová. Sbor a orchestr Národního divadla v Praze řídí Jaroslav Krombholc
- 1974 (rozhlasová nahrávka. CD 1993, Praga / harmonia mundi PR 50 022/23) Zpívají: (Karolina) Jana Jonášová, (Anežka) Marcela Machotková, (Ladislav) Miroslav Švejda, (Mumlal) Dalibor Jedlička, (Toník) Alfréd Hampel, (Lidunka) Daniela Šounová-Brouková. Pěvecký sbor a symfonický orchestr Československého rozhlasu řídí Jaroslav Krombholc [23]
- 1975 (Supraphon. pův. LP SU 1 12 2041-33, CD vydáno 1994, SU 112122-2 612) Zpívají: (Karolina) Naďa Šormová, (Anežka) Marcela Machotková, (Ladislav) Jiří Zahradníček, (Mumlal) Jaroslav Horáček, (Toník) Zdeněk Švehla, (Lidunka) Daniela Šounová-Brouková. Sbor a orchestr Národního divadla v Praze řídí František Jílek